# 愛着障害
愛着障害（あいちゃくしょうがい）は、乳幼児期の虐待やネグレクトにより、保護者との安定した愛着が絶たれたことで引き起こされる障害をいう。「甘える」や「誰かを信頼する」などの経験値が極端に低いため、自分に向けられる愛情や好意に対しての応答が、怒りや無関心となってしまう状態。
1. 生まれて2年目までに形成される通常の母子間の愛着形成;
2. 通常の愛着が2-3年以内に形成されない場合には、愛着は遅れて形成される

とする愛着理論に基づいている心理学用語である。
愛着障害は、研究文献(O'Connor & Zeanah)においては見られる用語であるが、反応性愛着障害 (Reactive attachment disorder) (たとえばアメリカ精神医学会のDSM-IVにあるような)の臨床的な診断基準よりは広い意味を持つ。
治療法や支援法については、「愛着障害#治療」を参照。

## 分類と定義
愛着障害をDSM-IV-TRにおいては「抑制型」と「脱抑制型」に分けられ、ICD-10では「反応性」と「脱抑制性」に分けている。
愛着理論が用いられるのは、たとえば、里子・養子に出された幼児のように、生後すぐに慢性的な虐待を経験した幼児の行動障害を説明する場合などである。
愛着療法 (Attachment therapy) は、用語の用い方に合意がなされているとは言い難い、意味の広い用語であるが、多くの狙いをもつ療法である。それゆえに、この用語は実用的ではないと考えるものもある。
愛着療法は1940-50年代にジョン・ボウルビィによって開発され、幼児精神医療、小児発達 (Child Development) や関連する領域(Zeanah, C., 1999)における先進的な理論である。理論の研究はよくなされており、愛着関係がどのように発達するかや、どうして後の正常・健康的な発達に必須であるのかや、幼少期の虐待やこの期間における他の障害がどのような効果をもつのか、などを示す。
この理論や研究のエビデンスに基づく治療へのアプローチとして、セラプレイ (Theraplay) やen:Dyadic Developmental Psychotherapyがある.しかし、強制的な介入に理論的な根拠は無く、The Association for The Treatment and Training in the Attachment of Children、APSAC、APA、NASW、AMAなどの職能集団からは支持されていない。セラプレイやen:Dyadic Developmental Psychotherapyはともに強制的な介入を用いておらず、上述の文献における水準とも完全に合致している。

## 原因
欧米での先行研究により、子どもの基本的な情緒的欲求や身体的欲求の持続的無視や養育者が繰り返し変わる事などが挙げられている。また、研究者の友田明美(2020)は、養育者との間の愛着形成を阻害する要因として、
1. 暴言虐待による「聴覚野の肥大」
2. 性的虐待や両親のDV目撃による「視覚野の萎縮」
3. 厳格な体罰による「前頭前野の萎縮」

を挙げている。

## 治療
Attachment-based Therapy（愛着療法とは異なる）が有効である。上述のDyadic Developmental PsychotherapyやTheraplay、またAttachment-based Psychotherapyも効果がある。加えて、心的外傷後ストレス障害 (PTSD) の症状が併存する場合は、「PTSD#治療」も参照。
なお、思春期問題の背景にある愛着障害への介入方法としては、大きく分けて以下のものがあるとされる。
- 子どもの問題についての心理教育 (parent education)：子どもの問題の対処方法についての新たな情報の提供を行う
- 子どもー養育者の相互作用への介入 (parent training)：新たな養育体験の導入によって認知のバイアスに気づくことができる。具体的には、ペアレント・トレーニングのセッションで、治療者にコーチングを受けながら、子どもの愛着行動に共感的に応答し楽しみを共有するなど肯定的な相互作用を体験する。子どもが発信する情緒的な（特に愛着に関連した接近欲求などの）手がかりの読み誤りや見落としを減らし、子どもの行動のもつ心理的意味を推測する力を高める
- 家族への介入（attachment based family therapy；愛着に基づく家族療法）：愛着に関連する家族機能不全を改善する
- 養育者への治療的介入：養育者の子どもとの接し方を改善する
- 補完・代替しうる愛着対象の提供：家族機能不全が大きく、子どもにとって安全な場が保障できないとき、安全で構造化された生活の場を提供する

## 関連人物
愛着障害、特に回避性愛着障害ではないかと専門家に指摘される著名人には、哲学者のセーレン・キェルケゴール、エリック・ホッファー、俳人の種田山頭火、作家のJ・R・R・トールキン、J・K・ローリング、井上靖、江戸川乱歩、心理学者のエリク・H・エリクソンなどがいる。

## 関連文献
- 岡田尊司『愛着障害 - 子ども時代を引きずる人々』（光文社新書、2011年）
- 米澤好史『「愛情の器」モデルに基づく愛着修復プログラム-発達障害・愛着障害 現場で正しくこどもを理解し、こどもに合った支援をする-』 （福村出版、2015年）
- ヘネシー澄子『子を愛せない母･母を拒否する子』学習研究社 (2004/10/13) - 反応性愛着障害について
- 『わたし、虐待サバイバー』（羽馬千恵、2019） ISBN 978-4-89308-919-9